# 1369
1369 је била проста година.

## Догађаји
- Википедија:Непознат датум — Косовска битка (1369)

## Смрти
- 15. август — Филипа од Еноа, енглеска краљица